# ريمي كابيا
ريمي كابيا (بالفرنسية: Rémy Cabella)‏ وهو لاعب كرة قدم فرنسي في مركز وسط مهاجم ولد في يوم 8 مارس 1990 في مدينة أجاكسيو في فرنسا، يلعب حالياً مع نادي نيوكاسل يونايتد وسبق له اللعب مع نادي أرليه أفينيون ونادي مونبلييه ونادي غازيليه أجاكسيو ولعب مع منتخب فرنسا لكرة القدم.

## روابط خارجية
- ريمي كابيا على موقع الاتحاد الدولي (مؤرشف)  (الإنجليزية)
- ريمي كابيا على موقع الاتحاد الأوربي (الإنجليزية)
- ريمي كابيا على موقع رابطة كرة القدم الفرنسية للمحترفين (الإنجليزية)
- ريمي كابيا على موقع قاعدة بيانات كرة القدم.إي يو (الإنجليزية)
- ريمي كابيا على موقع بيانات كرة القدم. دي إي (الألمانية)
- ريمي كابيا على موقع ليكيب (الفرنسية)
- ريمي كابيا على موقع ناشيونال فوتبول تيمز (الإنجليزية)
- ريمي كابيا على موقع Soccerbase.com (لاعب) (الإنجليزية)
- ريمي كابيا على موقع Soccerway.com (الإنجليزية)
- ريمي كابيا على موقع عالم كرة القدم.نت (الإنجليزية)